# Ah Q zheng zhuan
Ah Q zheng zhuan (chiń. 阿Ｑ正传; pinyin Ā Q zhèng zhuàn) – chiński dramat filmowy w reżyserii Cen Fana, którego premiera odbyła się w maju 1982 roku.

## Obsada
Źródło: Internet Movie Database

- Bao Fumin
- Chen Xi
- Jin Yikang
- Li Wei
- Ni Yilan
- Wang Suya
- Yan Shunkai
- Zhang Youyun

## Nagrody i nominacje
W 1982 roku podczas 35. edycji Międzynarodowego Festiwalu Filmowego w Cannes Cen Fan był nominowany do nagrody Złota Palma. Podczas drugiej edycji Golden Rooster Awards film był nominowany do nagrody Golden Rooster w kategorii Best Costume Design. W 1983 roku podczas szóstej edycji Hundred Flowers Awards Yan Shunkai był nominowany do nagrody Hundred Flowers Award w kategorii Best Actor.